# Sinomicrurus kelloggi
Sinomicrurus kelloggi е вид змия от семейство Аспидови (Elapidae). Видът не е застрашен от изчезване.

## Разпространение
Разпространен е във Виетнам, Китай (Гуандун, Гуанси, Гуейджоу, Джъдзян, Дзянси, Фудзиен, Хайнан, Хунан и Чунцин) и Лаос.